# Gaspard Mermillod

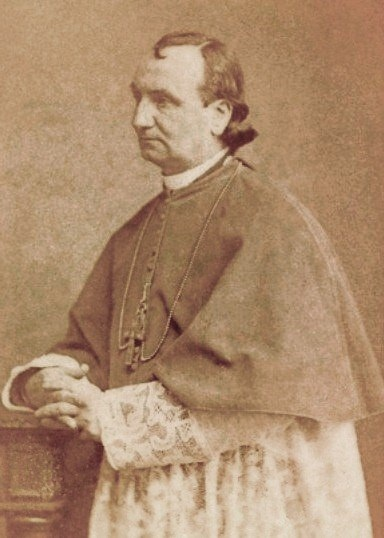
Gaspard Mermillod als Bischof (ca. 1865)

Kardinalswappen (ab 1880)

Gaspard Mermillod (* 22. September 1824 in Carouge; † 23. Februar 1892 in Rom) war Bischof von Lausanne und Genf und Kardinal der Römischen Kirche.

## Leben
Gaspard Mermillod war der Sohn von Jacques Mermillod (Bäcker und Gastwirt) und der Pernette geb. Mégard. Er studierte in Chambéry und Freiburg. Nach seiner Priesterweihe 1847 war er zuerst in Genf Vikar, später Pfarrrektor der grössten römisch-katholischen Kirche Genfs, Notre-Dame.
Am 25. September 1864 wurde Gaspard Mermillod von Papst Pius IX. zum Titularbischof von Hebron ernannt. Am gleichen Tag erhielt er vom Papst eigenhändig – assistiert vom Erzbischof von Nicäa, Giuseppe Berardi, sowie dem Bischof von Porphyris, Francesco Marinelli – die Weihe als Weihbischof im Bistum Lausanne-Genf mit Jurisdiktion für den Kanton Genf. Dies war das erste Mal seit der Reformation, dass in Genf ein Bischof residierte. Im Jahre 1872 kam es deshalb zum Genfer Kirchenstreit:

«Der Papst hatte, wie bekannt, in einem Anfall von Unfehlbarkeit für gut gefunden, die Diözese Solothurn in zwei Theile zu spalten und den Pfarrer Mermillod von Genf ganz eigenmächtig zum Bischof von Genf zu ernennen. In Folge dessen hat der Staatsrath des Kantons Genf in Anbetracht, daß Pfarrer Mermillod ein Beamter ist, welcher seine Vollmachten nur Kraft der Genehmigung und Zustimmung des Staates ausübt, von welchem er auch seinen Gehalt bezieht, beschlossen: Herr Gaspard Mermillod hört auf, als Pfarrer der katholischen Gemeinde von Genf anerkannt zu sein. Sein Gehalt war jährlich 10.000 Franken bleibt eingestellt bis zur Wiederherstellung eines regelmäßigen Standes der Dinge in der Gemeinde.»

Gleichzeitig wurde ihm «in der Eigenschaft als General-Vicar jede Handlung untersagt, welche sich auf Vollmachten des Bischofs der Diöcese gründet oder im Auftrage der Verwaltung der katholischen Gemeinden des Cantons vollzogen wird, unter welchem Titel es auch sei». Damit war er de facto als Bischof abgesetzt. Hiergegen legte Gaspard Mermillod Protest ein und appellierte «an den hl. Stuhl, den Wächter unseres Rechts, den Beschützer der Unterdrückten» als «Katholik, Priester und Bischof» sowie «an den gesunden Sinn und die Unparteilichkeit meiner Landsleute». Die katholischen Gemeinden des unmittelbar betroffenen Kantons sowie die Schweizer Bischöfe solidarisierten sich mit Gaspard Mermillod.
Am 16. Januar 1873 ernannte der Papst Mermillod zum Apostolischen Vikar von Genf. Mit diesem ersten Schritt wollte Pius IX. den Weg bereiten, um in der Stadt Calvins ein Bistum zu errichten. In dem angespannten Klima des Kulturkampfes empfanden die radikale Regierung des Kantons Genf und zahlreiche Protestanten in der Schweiz insgesamt die Ernennung als eine Provokation. Sie bewirkten, dass in die Schweizer Bundesverfassung von 1874 als einer der konfessionellen Ausnahmeartikel der Artikel 50 eingefügt wurde. Dessen Absatz 4 untersagte die Errichtung von Bistümern auf dem Gebiet der Eidgenossenschaft ohne eine ausdrückliche Genehmigung des Bundes.
Mermillod wurde am 17. Februar 1873 aus der Schweiz gewiesen. Er musste von einem Polizeikommissär gewaltsam über die schweizerische Grenze gebracht werden. Bei seiner Verhaftung protestierte er und stellte klar, dass er Gott mehr als den Menschen gehorche. Zur Unterstützung von Gaspard Mermillod wurde vom 4. bis 12. März 1873 eine neuntägige Andacht gehalten.
Mermillod liess sich in Fernex nieder, von wo aus er die Genfer römisch-katholische Kirche leitete. Aufgrund einer Intervention von Joseph Déruaz bei Bundesrat Louis Ruchonnet konnte er 1883 zurückkehren.
Gaspard Mermillod wurde 1883 Diözesanbischof von Lausanne-Genf. Papst Leo XIII. nahm ihn am 23. Juni 1890 als Kardinalpriester mit der Titelkirche Santi Nereo ed Achilleo in das Kardinalskollegium auf. Zum Anlass dieser ersten Verleihung der Kardinalswürde an einen Bischof von Freiburg brachte die lokale Brauerei Blancpain ein Festbier namens Cardinal (franz. für Kardinal) auf den Markt. Dieses Produkt war so erfolgreich, dass Paul-Alcide Blancpain beschloss, seiner Brauerei künftig den Namen Cardinal zu geben.
Mermillod hatte ein ausgeprägtes rhetorisches Talent und ein gutes Gespür für soziale und gesellschaftliche Fragen. Von 1884 bis 1889 leitete er die Studiengruppe Union catholique d'études sociales et économiques (Katholische Union für Sozial- und Wirtschaftsstudien), die bei der Vorbereitung der Sozialenzyklika Rerum Novarum beteiligt war.
Gaspard Mermillod starb am  23. Februar 1892 in Rom «an einem Krebsgeschwür in den Eingeweiden».

## Werke (Auswahl)
- Lettres à un Protestant sur l'autorité de l'église et le schisme (Paris, 1860)
- De la vie surnaturelle dans les ames (Lyons, 1865; Paris, 1881) Digitalisat (Ausgabe 1866)

Seine Werke erschienen in einer dreibändigen Ausgabe:
- Oeuvres du Cardinal Mermillod. Ancien Evêque de Lausanne & Genève. Recueillies & mises en ordre par Dom Alexandre Grospellier. (Delhomme & Briguel, 1893/1894, 3 Bände)
  - Band 1: Eloges & oraison funèbres
  - Band 2: Oeuvres pastorales de Genève (1864/1873) Digitalisat
  - Band 3: Oeuvres pastorales de l'exil (1873/1883) Digitalisat

## Fussnoten
1. ↑  Zur Tagesgeschichte. Aus Rom…. In: Katholische Blätter aus Tirol, 10. Oktober 1864, S. 20 (online bei ANNO).
2. ↑  Politische Übersicht. In: Innsbrucker Tagblatt, 24. September 1872, S. 2 (online bei ANNO).
3. ↑  Absetzung des Bischofs von Genf. In: Neue Freie Presse, 24. September 1872, S. 18 (online bei ANNO).
4. ↑  Der Protest des Bischofs von Genf. In: Neue Tiroler Stimmen. Für Gott, Kaiser und Vaterland, 9. Oktober 1872, S. 2 (online bei ANNO). (Abdruck des Schreibens an den Staatsrat von Genf, Teil 1)
5. ↑  Der Protest des Bischofs von Genf. In: Neue Tiroler Stimmen. Für Gott, Kaiser und Vaterland, 10. Oktober 1872, S. 1 (online bei ANNO). (Abdruck des Schreibens an den Staatsrat von Genf, Teil 2)
6. ↑  Die Angelegenheit des Bischofs von Genf. In: Wiener Kirchenzeitung für Glauben, Wissen, Freiheit und Gesetz in der katholischen Kirche / Wiener Kirchenzeitung, 12. Oktober 1872, S. 3 (online bei ANNO).
7. ↑  Kurt Koch: Das Verhältnis von Staat und Kirche im Entwurf der neuen Bundesverfassung. In: Schweizerische Kirchenzeitung, Jg. 167 (1999), Nr. 12 vom 25. März.
8. ↑  Kirchliche Zeitläufte. II. In: Theologisch-praktische Quartalschrift, Jahrgang 1873, S. 247 (online bei ANNO).
9. ↑  Ein polizeilich escortirter Bischof. In: Wiener Kirchenzeitung für Glauben, Wissen, Freiheit und Gesetz in der katholischen Kirche / Wiener Kirchenzeitung, 1. März 1873, S. 2 (online bei ANNO).
10. ↑  Kirchliches. In: Grazer Volksblatt, 2. März 1873, S. 2 (online bei ANNO).
11. ↑  Rom, 23. Februar. In: Neue Freie Presse, 23. Februar 1892, S. 18 (online bei ANNO).

| Vorgänger             | Amt                                 | Nachfolger    |
| --------------------- | ----------------------------------- | ------------- |
| Christophore Cosandey | Bischof von Lausanne-Genf 1883–1891 | Joseph Déruaz |

| Personendaten    | Personendaten                                                   |
| ---------------- | --------------------------------------------------------------- |
| NAME             | Mermillod, Gaspard                                              |
| KURZBESCHREIBUNG | Bischof von Lausanne und Genf und Kardinal der Römischen Kirche |
| GEBURTSDATUM     | 22. September 1824                                              |
| GEBURTSORT       | Carouge                                                         |
| STERBEDATUM      | 23. Februar 1892                                                |
| STERBEORT        | Rom                                                             |